# Kubek (wspinaczka)

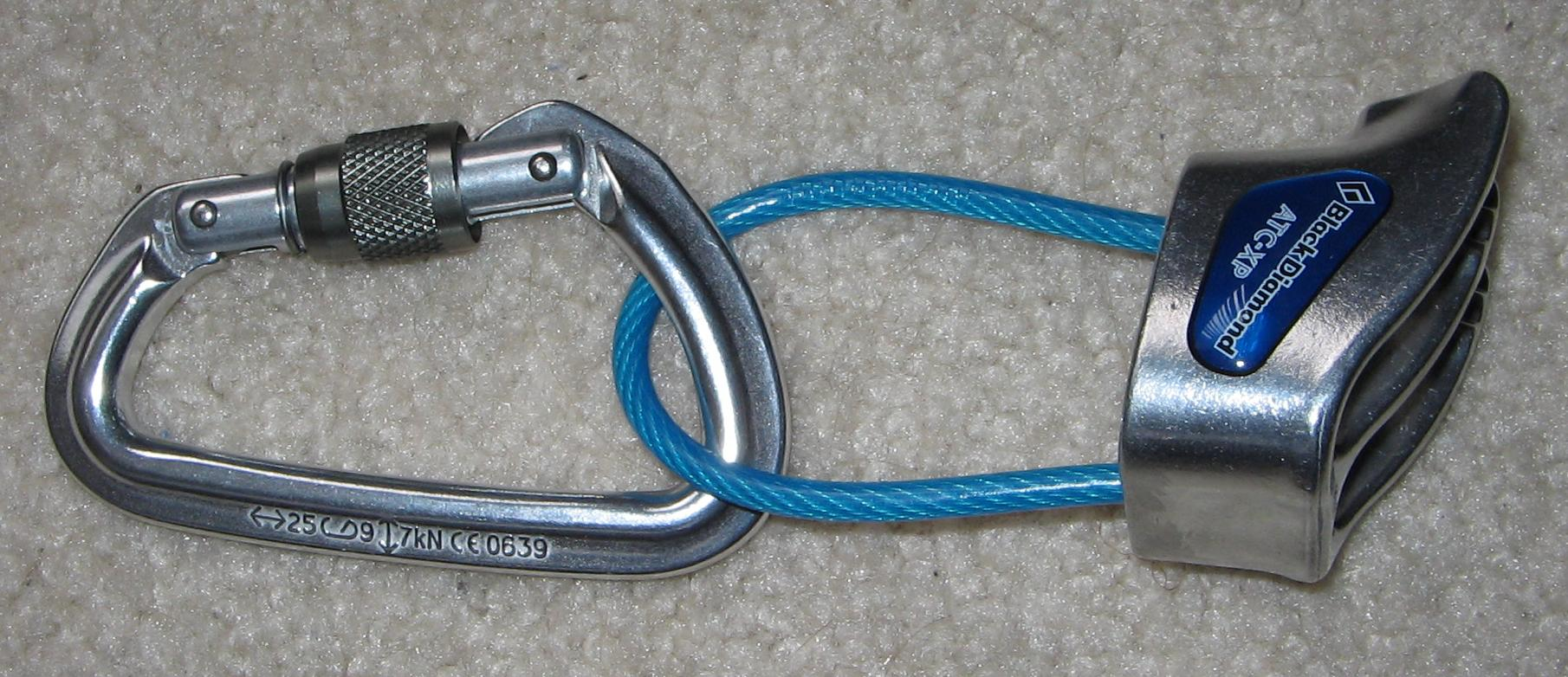
Kubek asekuracyjny wpięty w karabinek

Kubek – przyrząd służący do asekuracji podczas wspinaczki.
Jest podobny do płytki Stichta, jednak nie posiada sprężynki. Ponadto, zamiast sznurka ograniczającego oddalanie się przyrządu od karabinka, producenci kubków asekuracyjnych często stosują stalowe linki lub kabłąki (eliminuje to jedną z wad płytki Stichta, jaką jest plątanie się sznurka). Sposób użycia, działanie i obsługa kubka nie różni się od płytki Stichta. W większości kubków, szczególnie przy pracy z linami o większych średnicach, zablokowanie liny jest łatwiejsze, niż w przypadku płytki Stichta, w związku z czym asekuracja ma charakter statyczny. W celu ułatwienia asekuracji dynamicznej, niektóre kubki posiadają możliwość wpięcia liny na dwa sposoby, różniące się stopniem hamowania liny.